# Algemene Bank Nederland
De Algemene Bank Nederland (ABN) ontstond in 1964 uit een fusie van de Nederlandsche Handel-Maatschappij en de Twentsche Bank. In 1990 fuseerde de ABN met de AMRO Bank tot ABN AMRO.

## Geschiedenis
De fusie van de Nederlandsche Handel-Maatschappij en de Twentsche Bank werd op 4 juni 1964 aangekondigd. Vier maanden later, op 3 oktober, werd het fusieproces al voltooid.
De belangrijkste reden voor de fusie was de internationaal toenemende trend naar consolidatie en schaalvergroting. Het internationale netwerk van de Nederlandsche Handel-Maatschappij en de sterke thuisbasis van de Twentsche Bank waren complementair en bovendien waren beide instituten actief in de ontwikkeling van de textielindustrie in Twente. Operationeel werkten de banken al samen; zo was de Nederlandsche Handel-Maatschappij vanaf 1953 betrokken bij de exploitatie van de Twentsche Bank in Londen.
Door overnames werd de positie van het nieuwe bankbedrijf wereldwijd versterkt. Zo werd in 1967 de Hollandsche Bank-Unie overgenomen, die een sterke positie had in Zuid-Amerika. In datzelfde jaar werd ook een meerderheidsbelang verworven in de Industrieele Disconto Maatschappij, waar de Twentsche Bank al een minderheidsbelang in had gehad. Bank Mees & Hope werd in 1975 ingelijfd, maar bleef onder eigen naam actief. Kingma's Bank volgde in 1981 en ging verder als ABN/Kingma's Bank.
Ook in het aandelenbankieren verwierf ABN diverse bedrijven, zoals Nachenius, Tjeenk & Co., dat een fusie was tussen Weduwe Tjeenk & Co. (opgericht in 1810) en Nachenius & Dudok van Heel (opgericht in 1797).
Internationale expansie werd bereikt door het fuseren van drie ABN bedrijven in Saoedi-Arabië tot Albank Alsaudi Alhollandi in Riyad, waarvan de naam in 1990 werd gewijzigd in Saudi Hollandi Bank.
Een belangrijke acquisitie was die van LaSalle National Bank in Chicago, in 1979. Hiermee kreeg ABN voet aan de grond in de Verenigde Staten, dat de belangrijkste tweede thuisbasis zou worden voor het bedrijf.
Ook in Europa zocht ABN Bank de groei: in 1980 verwierf het bedrijf een meerderheidsbelang in de Parijse Banque de Neuflize, Schlumberger, Mallet (NSM) uit 1667; een van de oudste en meest prestigieuze banken in Frankrijk. NSM werd samengevoegd met Banque Jordaan & Cie (waar de Twentsche Bank al een aandeel in had gehad sinds 1909) en in 1999 fuseerde NSM met Banque Demachy, waarbij de bedrijfsnaam Banque NSMD werd.
Samenwerking met andere Europese banken werd gezocht, onder andere bij de oprichting van ABECOR. Ook was ABN Bank betrokken bij het opzetten van SWIFT, de organisatie van interbancaire financiële telecommunicatie.
ABN Bank fuseerde in 1990 met de AMRO Bank, om voorbereid te zijn op de open Europese markt. ABN AMRO Holding N.V. nam de aandelen van beide bankbedrijven over in augustus 1990 en op 22 september 1991 werd het bedrijf actief onder de nieuwe naam ABN AMRO Bank met het hoofdkantoor in Amsterdam.